# Zollingerdach

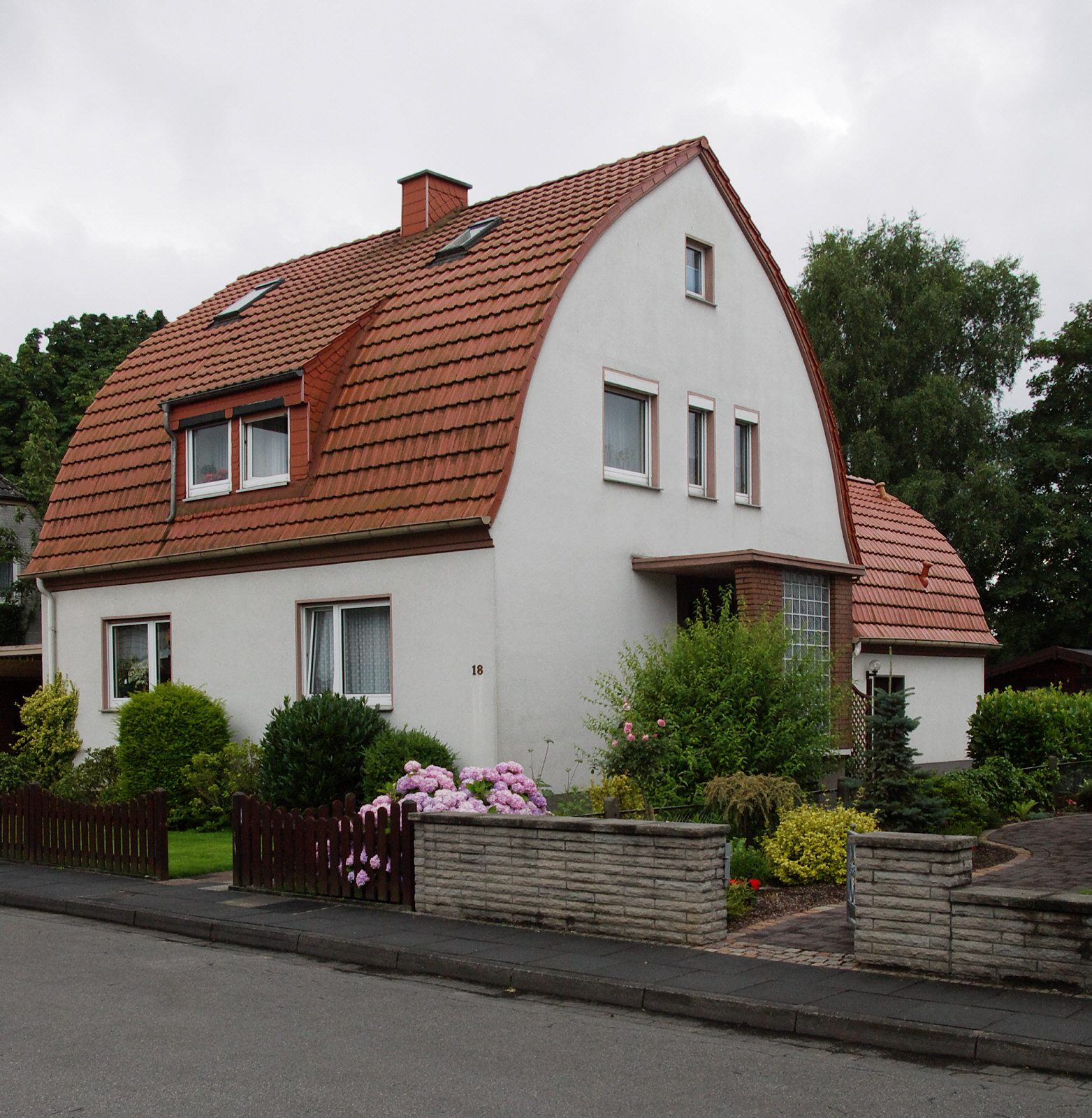
Wohnhaus mit Zollingerdach in Schweicheln-Bermbeck, Gemeinde Hiddenhausen, Nordrhein-Westfalen

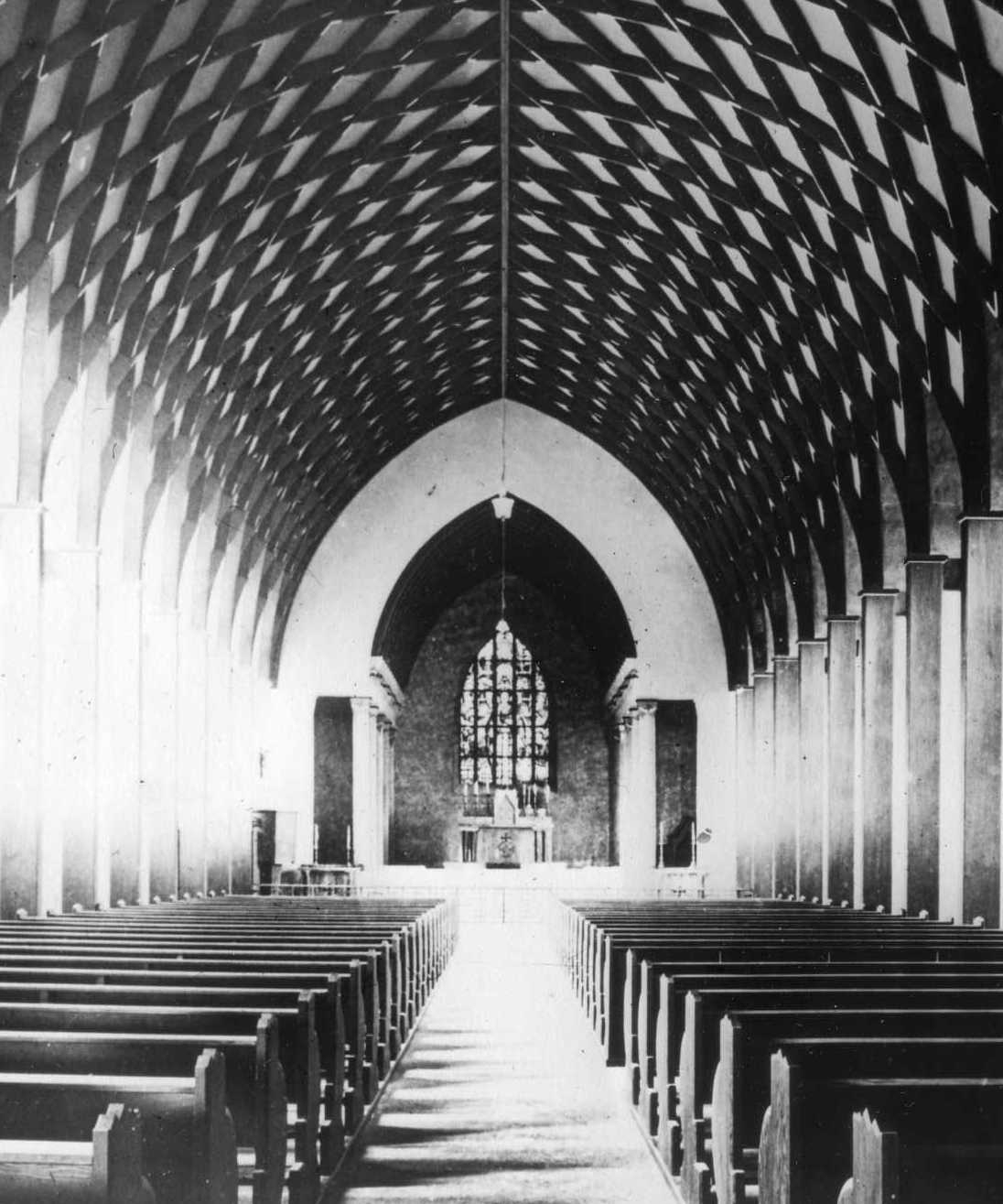
Innenansicht der St. Augustinus in Heilbronn 1926

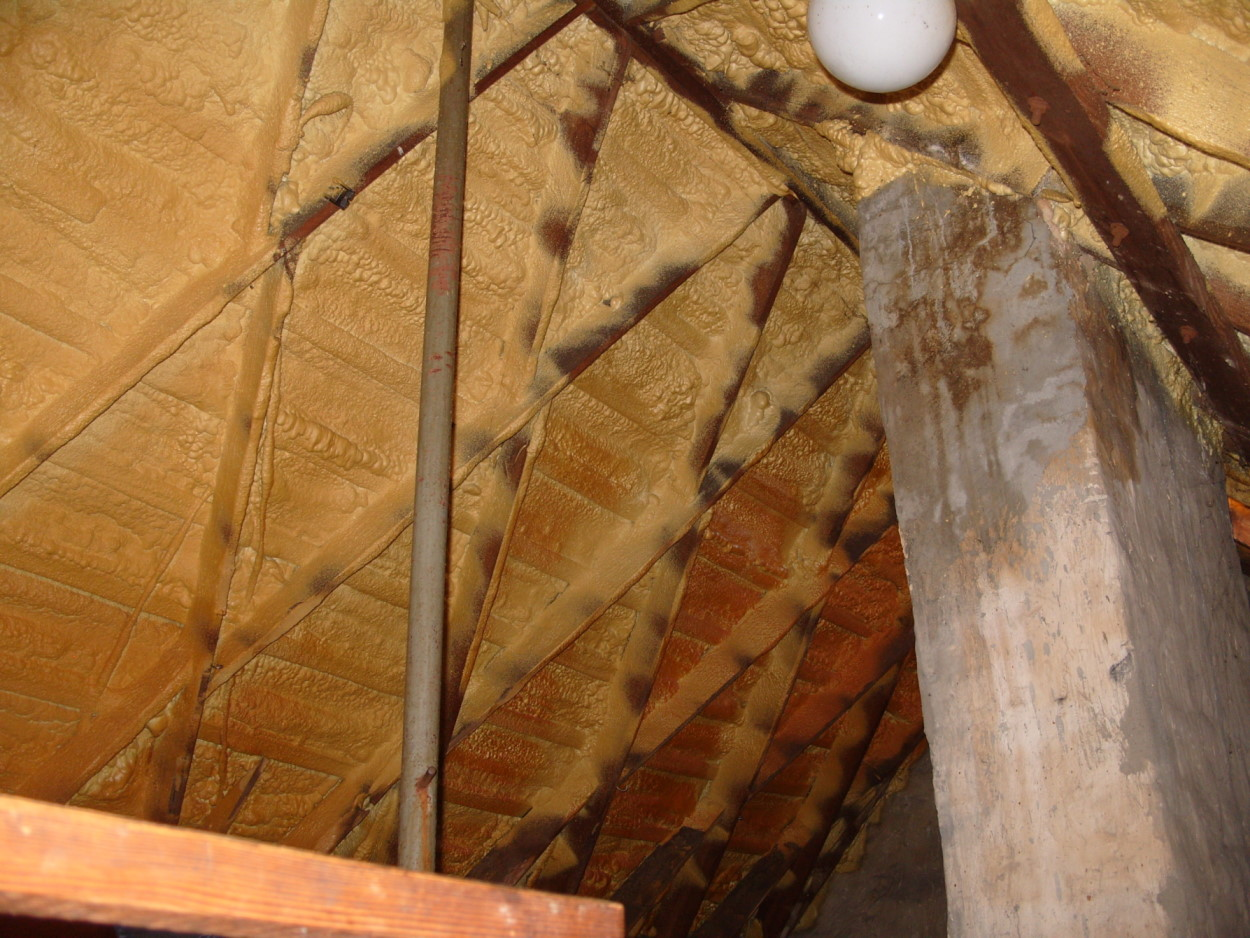
Zollingerdach Konstruktion Lindenweg Wittenberge

Als Zollingerdach bezeichnet man eine freitragende Dachkonstruktion nach einer Systembauweise, bei der gleichartige, vorgefertigte Einzelelemente rautenförmig zu einem Stabnetztragwerk (Gitterschale) zusammengesetzt werden. Das Bausystem wurde vom Merseburger Stadtbaurat Friedrich Zollinger Anfang des 20. Jahrhunderts entwickelt und ist auch unter dem Begriff Zollbauweise bzw. Zoll-Lamellen-Bauweise bekannt.
Die Zoll-Lamellen-Bauweise wurde, obwohl auch für andere Bauteile vorgesehen, vornehmlich für gebogene Dachwerke verwendet.

## Merkmale
Besonders einprägsam sind die vielfach im Siedlungsbau der Zwischenkriegszeit eingesetzten Spitztonnendächer. Gegenüber dem traditionellen Satteldach mit ebenen Dachflächen bieten diese im Wohnhausbau einige Vorteile:
- Die gewölbte Außenform des Daches und der Verzicht auf Balken und Stützen ergibt eine bessere Raumnutzung
- Die notwendige Menge Holz für den Dachstuhl verringert sich um über 40 Prozent.[1]
- Wegen der segmentweisen Aneinanderreihung relativ kurzer Holzstücke mit kleinen Querschnitten wird der Bedarf an langen geraden Bohlen verringert.
- Durch die flächige Lastverteilung können große Spannweiten ohne Stütze überbrückt werden.
- Die Montage des Daches ist so einfach, dass Bauherren beziehungsweise zukünftige Mieter bei dessen Errichtung mithelfen und somit Kosten sparen können.[2] Allerdings ist der Aufbau zeitaufwändiger.

Meist wurde ein Zollingerdach als spitztonniges Satteldach ausgeführt, vereinzelt aber auch als Walmdach (z. B. Evangelische Stadtkirche Lauta oder Römerhof in Freiburg im Breisgau). Segmenttonnendächer wurden insbesondere im Hallenbau errichtet.
Zu beachten ist, dass eine Zuordnung als Zollingerdach ohne einen Blick unter die Dachhaut nicht möglich ist. Dächer mit dem Querschnitt eines Spitzbogens wurden bereits um 1800 als Bohlenbinderdächer hergestellt. Später ließen sich Spitztonnendächer wie das des Schifffahrtsmuseums in Kiel auch mit gekrümmten Fachwerkträgern, Leimbindern oder als Schalenkonstruktion aus Stahlbeton (siehe Zeiss-Dywidag-Bauweise) herstellen.

## Entwicklung
Die Wohnungsnot der 1920er Jahre in Deutschland zwang Architekten und Stadtplaner, möglichst rasch und kostengünstig Wohnungen zu errichten. Bestehende Bautechniken wurden verbessert, Verfahren rationalisiert und neue Ideen entwickelt. In Merseburg befasste sich Stadtbaurat Friedrich Zollinger damit, Systeme für die fabrikmäßige Massenherstellung von typisierten Konstruktionen zu entwickeln. Er griff das von ihm bereits 1904–1910 erprobte Zollbauverfahren, ein schnelles Mauererrichtungsverfahren mithilfe typisierter Schalungen und Schüttbeton, wieder auf und entwickelte passend hierzu ein leicht zu errichtendes Dach. Gegenüber der herkömmlichen Bauweise wird beachtlich weniger Holz verwendet und die Raumausnutzung ist hoch. Die Montage ist so simpel, dass auch Laien mithelfen können. Jedoch ist das Errichten der kleinteiligen Konstruktion recht zeitaufwändig.
Basierend auf den Konstruktionsmerkmalen des gewölbten Bohlenbinderdachs (Tonnendach) mit parallelen Sparren, die jeweils durch zwei versetzt angeordnete Bretter miteinander verleimt waren, entwickelte Zollinger das Prinzip eines Rauten-Lamellendachs ohne Bohlen und Sparren. Am 14. Oktober 1921 meldete er seine Dachkonstruktion aus Brettlamellen zur Patentierung an. Am 28. Dezember 1923 wurde die Patentschrift ausgegeben. In ihr werden raumabschließende, ebene oder gekrümmte Bauteile festgeschrieben, die sowohl die Ausbildung gerader Dachflächen aus geraden Brettern als auch die Konstruktion der gewölbten Dachhaut aus gekrümmten Brettern ermöglicht.
Die gewölbte Lamellenkonstruktion bot neben der Holzeinsparung weitere Vorteile: Aufgrund hoher Biegefestigkeiten konnten problemlos Öffnungen für Fenster oder Gauben aus dem Dachtragwerk ausgeschnitten werden. Durch die typisierten Abmessungen der Lamellen konnten sie gebäudeunabhängig maschinell im Sägewerk in großen Stückzahlen vorgefertigt werden. Die ersten Dächer wurden wahrscheinlich 1922 in Merseburg gebaut. Das Zollinger-Lamellendach wurde nicht nur beim Wohnungsneubau verwendet, sondern aufgrund seiner besonderen Eigenschaften auch beim Bau öffentlicher Gebäude, Scheunen, Flugzeug- und Eisenbahnhallen, Stadien, Markthallen und Kirchen. Von 1921 bis 1926 erfolgte der Vertrieb durch die Deutsche Zollbau-Licenz-Gesellschaft m.b.H., die danach durch die Europäische Zollbau-Syndikat A.G. ersetzt wurde. Während die Deutsche Zollbau-Licenz-Gesellschaft das Schüttbetonverfahren zusammen mit dem Lamellendach als System Zollbau vermarktete, vertrieb die Europäische Zollbau-Syndikat A.G. nur noch das Zollingerdach.

## Konstruktion

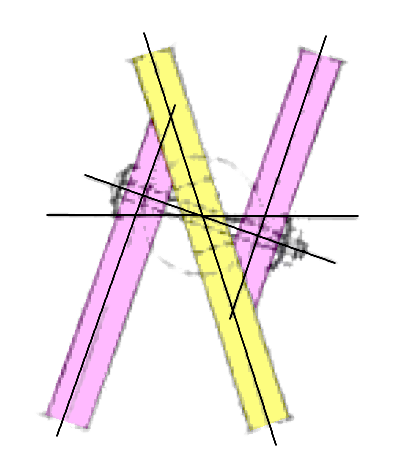
Außermittiger Knoten beim Zollbau

Beim Zollbau-Lamellendach werden gleichartige Brett- oder Bohlenstücke derart im Winkel zueinander angeordnet, dass in der Mitte einer nach rechts geneigt verlaufenden Lamelle die Enden zweier nach links geneigten Lamellen auftreffen und umgekehrt. Die Lamellenenden sind mit Schlossschraube und krallenbewehrter Unterlegscheibe durch ein Langloch in der Mitte der dritten Lamelle miteinander verbunden. Die Grundelemente aus jeweils drei nur außenseitig gerundeten Lamellbrettern werden gegeneinander eingedreht verbunden, so dass ein netzartiges Flächengebilde entsteht, das den optischen Eindruck von vielen nebeneinander und übereinander angeordneten Rauten vermittelt. Die vorgefertigten Lamellen, die an beiden Enden abgeschrägt sind, haben alle dieselben Maße 3 × 20 cm² bei 2,0 bis 2,5 m Länge. Durch diese Bauweise können auch besonders große Spannweiten ohne zusätzliche Abstützungen erreicht werden.
Zur Zeit der Patentanmeldung ließ sich die Statik des Zollbau-Lamellendachs nicht exakt berechnen. Das Staatliche Materialprüfungsamt Berlin-Lichterfelde führte daher im Sommer 1922 und im Frühjahr 1923 an unterschiedlichen Zollingerdächern praktische Belastungsproben durch, ebenso die Materialprüfungsämter der Technischen Hochschulen in Dresden und Hannover. Da die Ergebnisse den theoretischen Näherungsrechnungen entsprachen, die Robert Otzen von der TH Hannover im Zuge der statischen Prüfung erstellt hatte, fiel diese letztlich positiv aus. Auch wenn sich aus heutiger Sicht Otzens nachträgliche Berechnungen als unzureichend erweisen, zeigt die große Zahl erhaltener Dächer, dass die Zollinger-Konstruktion ausreichende Tragereserven aufwies.
Die in der Patentschrift ebenfalls erwähnte ebene Variante unterschied sich von der gewölbten lediglich in der Verwendung gerader, anstatt geschweifter Lamellen. Für das gewölbte Zollbau-Lamellendach wurden anfangs beidseitig gekrümmt zugeschnittene Bretter verwendet. Der Grad der Längsseiten-Wölbung bestimmte die Wölbung des Daches. Nach kurzer Zeit beschränkte man sich darauf, lediglich die nach oben zeigende Brettseite gekrümmt zuzuschneiden; die untere Seite blieb gerade. Dadurch konnten die in Mengen vorgefertigten Lamellen wahlweise für beide Dachformen verarbeitet werden.
Das Zollingerdach lässt sich nur durch Näherung nachweisen. Das Verfahren dafür wurde von Robert Otzen entwickelt. Das Dach wird einmal als Dreigelenkbogen und einmal als eingespannter Bogen gerechnet. Die jeweils ungünstigsten Schnittkräfte werden für die Bemessung zugrunde gelegt. Das Dach wird als ein Streifen von Auflager zu Auflager gerechnet, die Schnittkräfte des Bogens werden in die Lamellenrichtung interpoliert. So lassen sich für die einzelnen Lamellen die jeweiligen Druck- und Biegemomente rechnen. Da zwei Lamellenenden jeweils außermittig verbunden werden, treten zusätzliche Momente in Querrichtung auf.

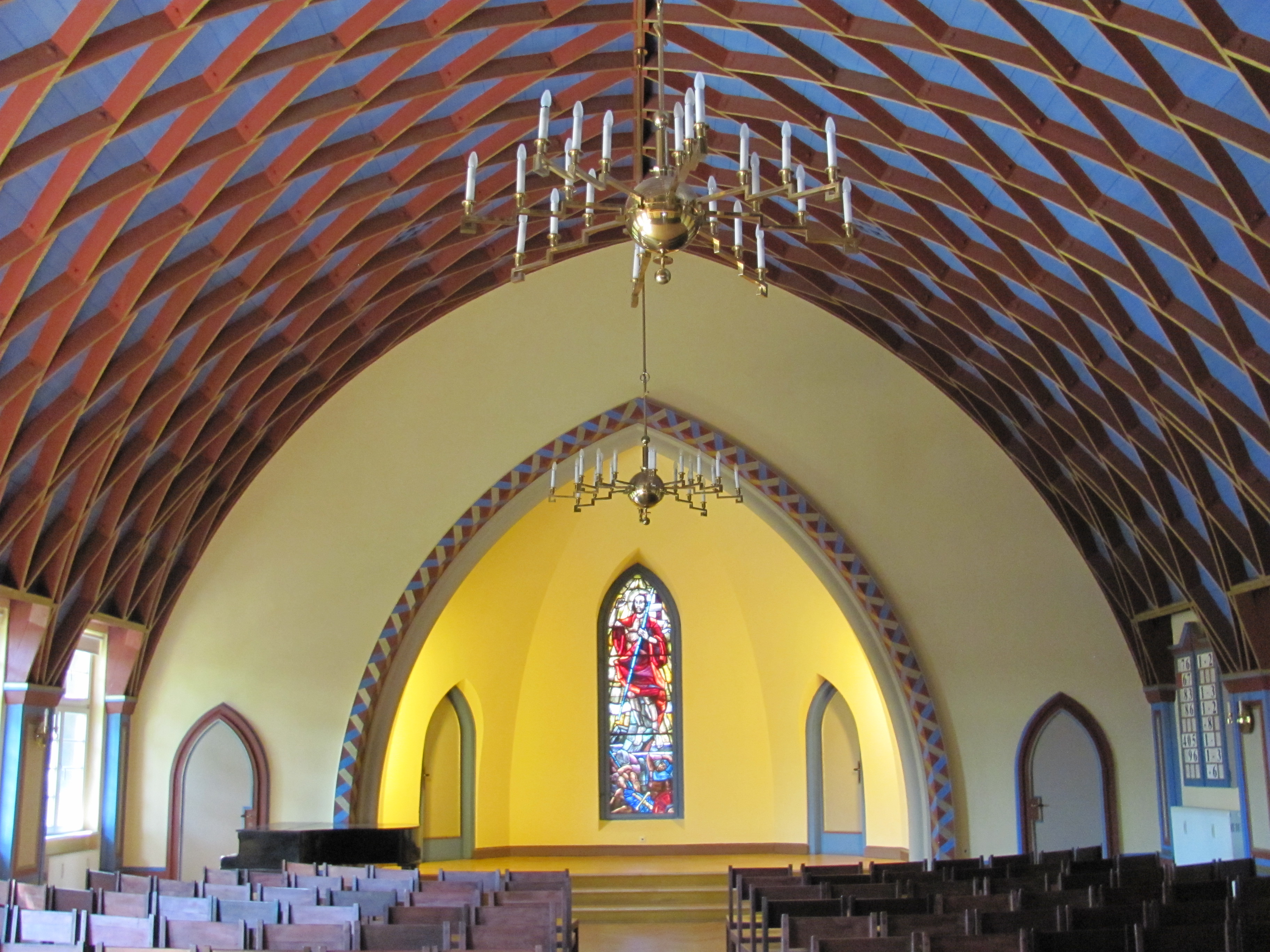
Luthersaal im Lutherhaus in Kötzschenbroda: Westseite mit Apsis
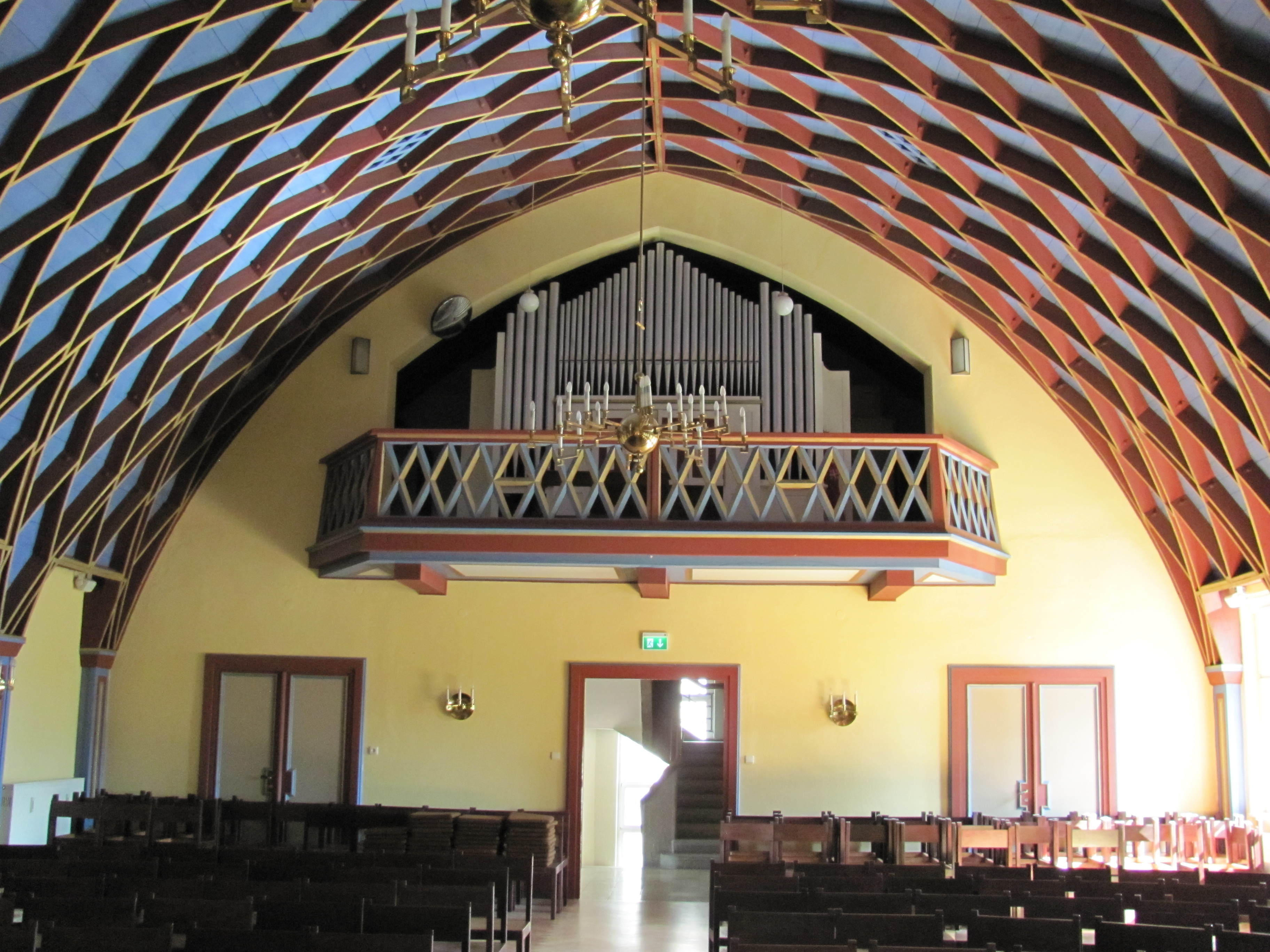
Lutherhaus in Kötzschenbroda: Eingangsseite mit Orgelempore
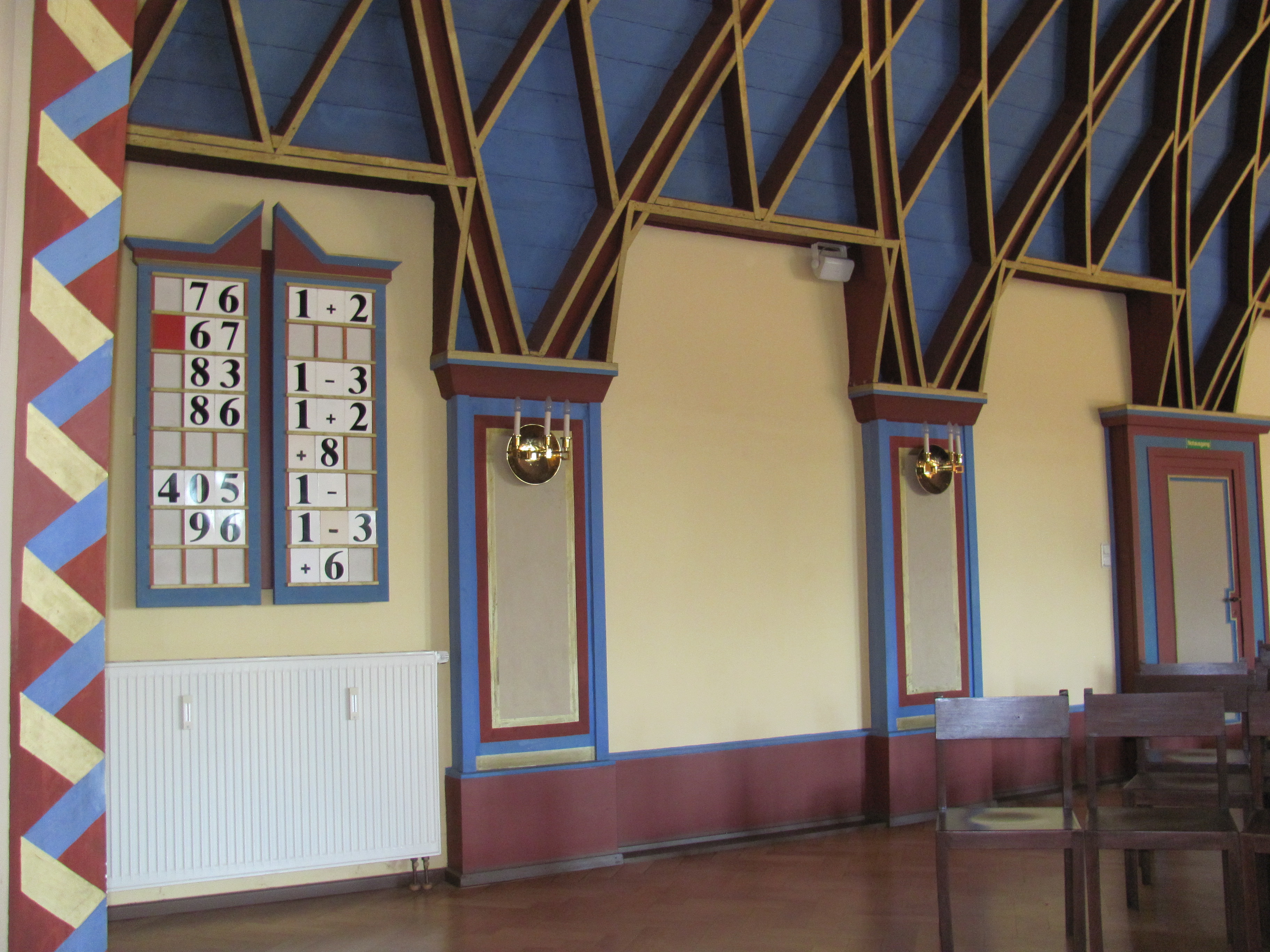
Lutherhaus in Kötzschenbroda: Seitlicher Wandanschluss
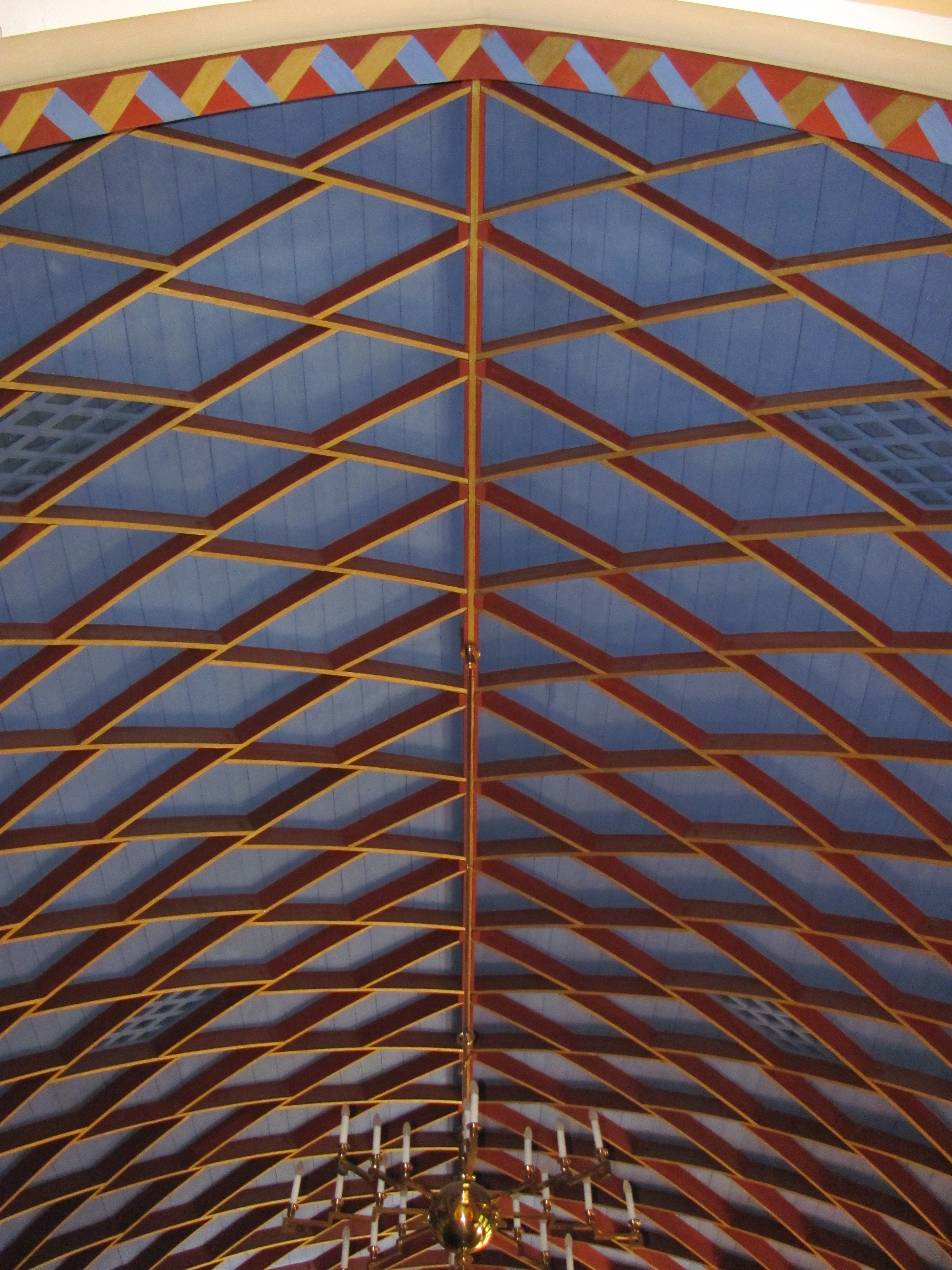
Lutherhaus in Kötzschenbroda: Deckenkonstruktion

## Risiken
Die Konstruktion eines Zollingerdachs barg auch Risiken. Mangelhafte Pflege stellte einen Unsicherheitsfaktor dar, da die Schraubverbindungen regelmäßig zu kontrollieren und gegebenenfalls nachzuziehen waren. Durch minderwertiges Holz, Fehlbelastungen und Folgeschäden am Holz aus undichter Dachhaut konnten Verformungen auftreten.
Die Gefahr, dass zu flach konstruierte Dächer im Laufe der Zeit durchhingen, bestand ebenfalls. Auch monierten Brandsachverständige, dass die nur wenige Zentimeter dicken Lamellen einem Brand nicht lange standhalten könnten.

## Weiterentwicklung
In der Patentschrift zum Zollingerdach ist bereits die Möglichkeit erwähnt, statt Holz auch Beton oder Eisen als Werkstoff zu nutzen. Tatsächlich entwickelte die Firma Junkers in Dessau 1928 eine Konstruktion aus dünnen Stahllamellen für Bauten mit großen Spannweiten zukunftsweisend. Es entbrannte ein erbitterter, nie entschiedener Rechtsstreit darüber, wer die Lamellentechnik aus Metall vertreiben durfte. Die Europäische Zollbau-Syndikat AG und die Firma Junkers einigten sich außergerichtlich dahingehend, die Metallkonstruktion unter dem Namen Junkers-Zollbau-Lamellendach gemeinsam zu vermarkten.
Wissenschaftler der Hochschule für Technik, Wirtschaft und Kultur Leipzig (HTWK Leipzig) wurden 2016 für ihre Forschungsarbeiten zur Modernisierung der Zollingerkonstruktion für herausragende Leistungen in der Denkmalpflege in Europa ausgezeichnet. Die Forschungsgruppe FLEX unter Leitung von Alexander Stahr befasst sich mit der Frage, wie die historische Zollinger-Konstruktionsweise mit heutigen Erkenntnissen und Herstellungsverfahren verbessert und den aktuellen Anforderungen angepasst werden kann und kam zu dem Ergebnis, dass viele Nachteile der historischen Konstruktion durch digitale Planungswerkzeuge und maschinelle Fertigung behoben werden können.

## Verbreitung
Die ersten, heute noch erhaltenen Zollinger-Lamellendächer wurden bereits ein Jahr vor der Patenterteilung in Merseburg errichtet und in den Jahren 1923–1926 zur Standardkonstruktion für verschiedene Bauaufgaben. Mithilfe der Deutschen Zollbau-Licenz-Gesellschaft und nachfolgend der Europäischen Zollbau-Syndikat AG wurde das Zollingerdach in alle Welt verbreitet. Auf regionaler Ebene bildeten sich dabei verschiedene bauausführende und lizenzvermittelnde Firmen.
1926 warb die Europäische Zollbau-Syndikat AG auf einem Faltblatt mit bereits 850.000 errichteten Quadratmetern.

## Ansichten

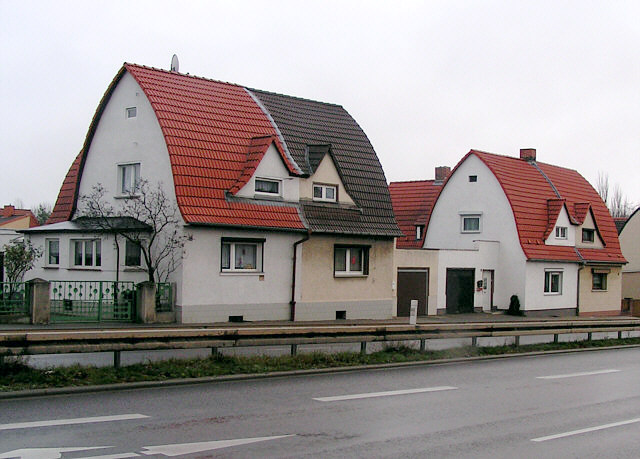
Wohnhäuser mit Zollingerdach in Merseburg
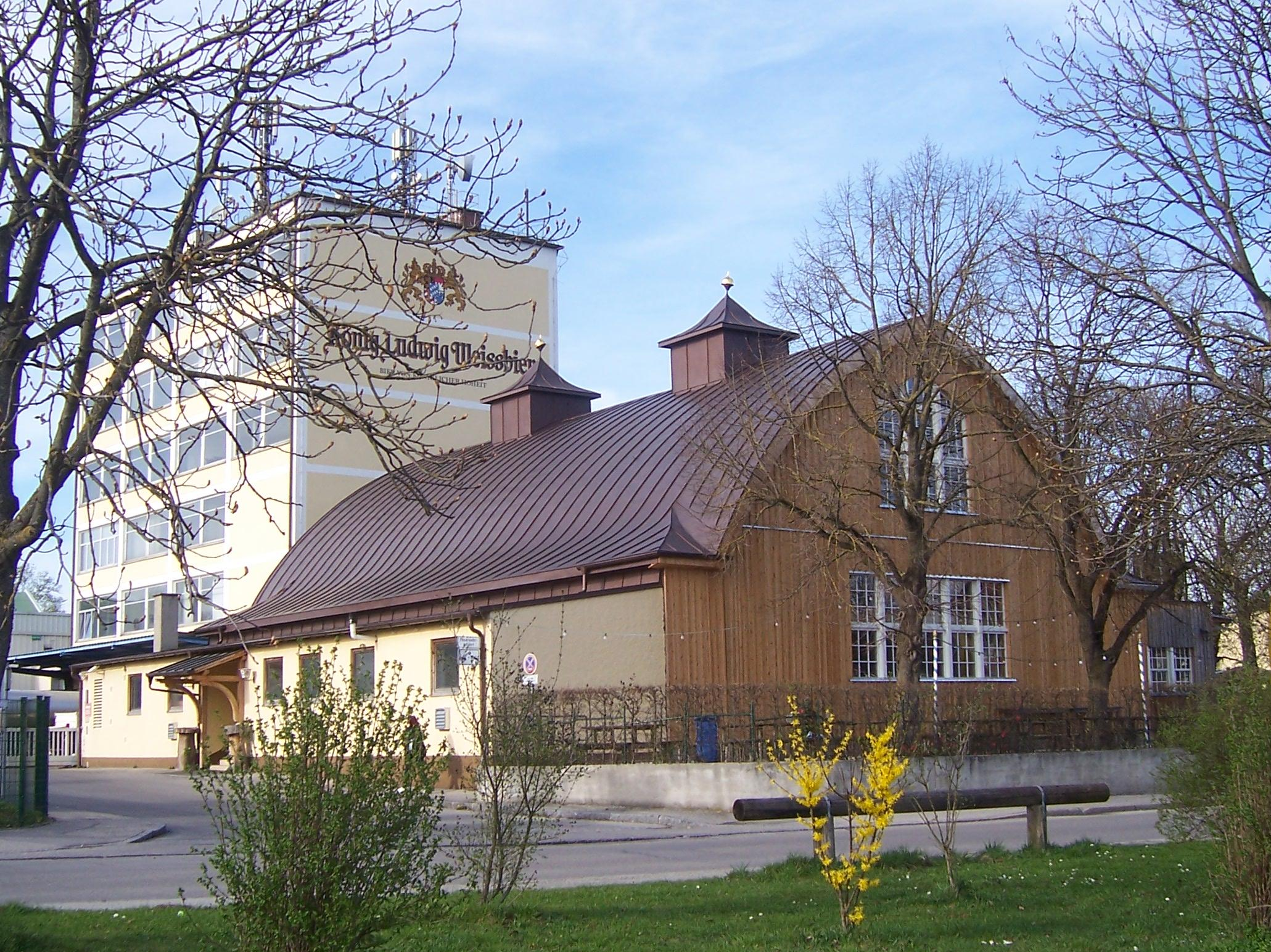
Marthabräuhalle in Fürstenfeldbruck
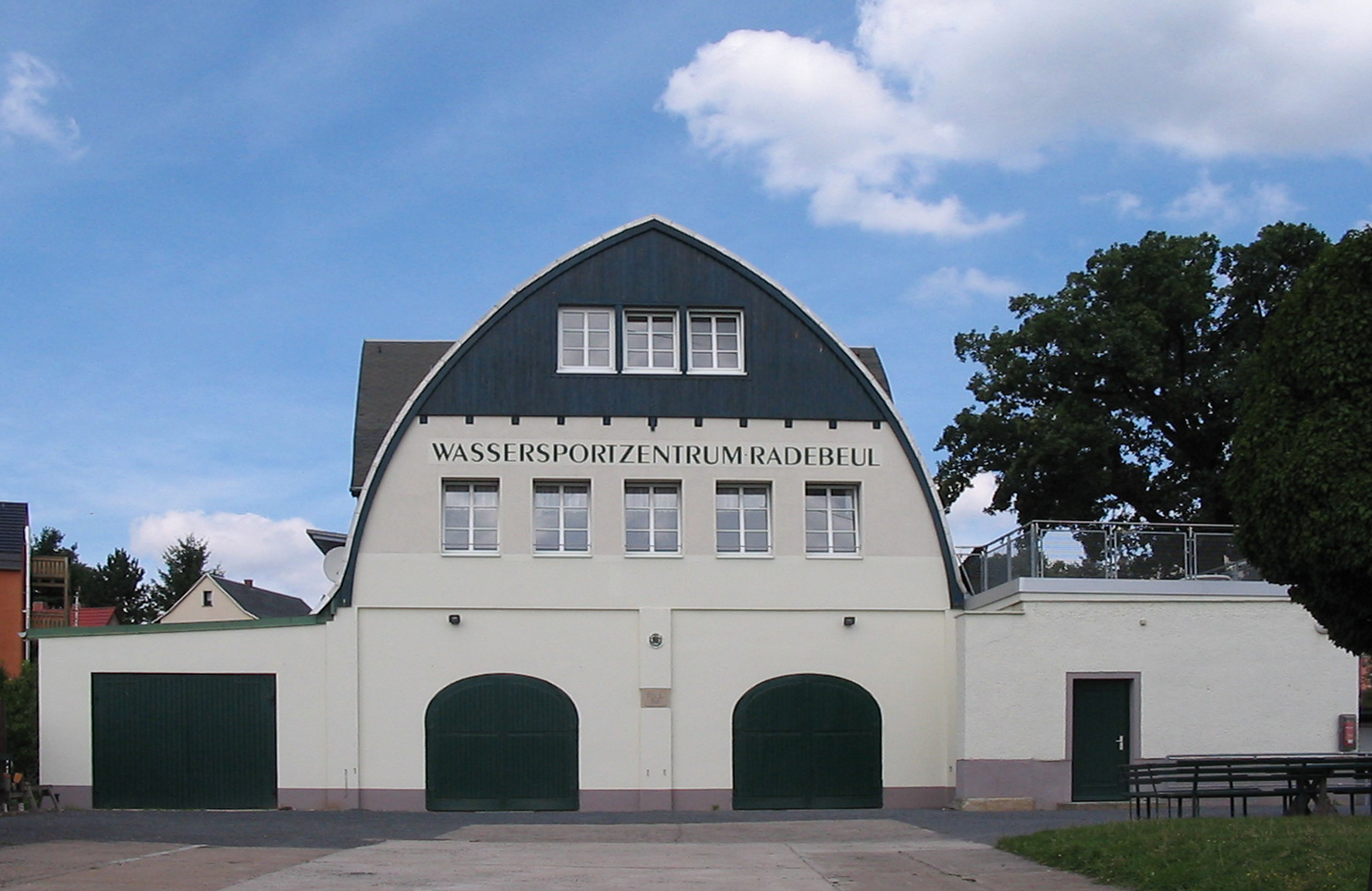
Bootshaus in Radebeul
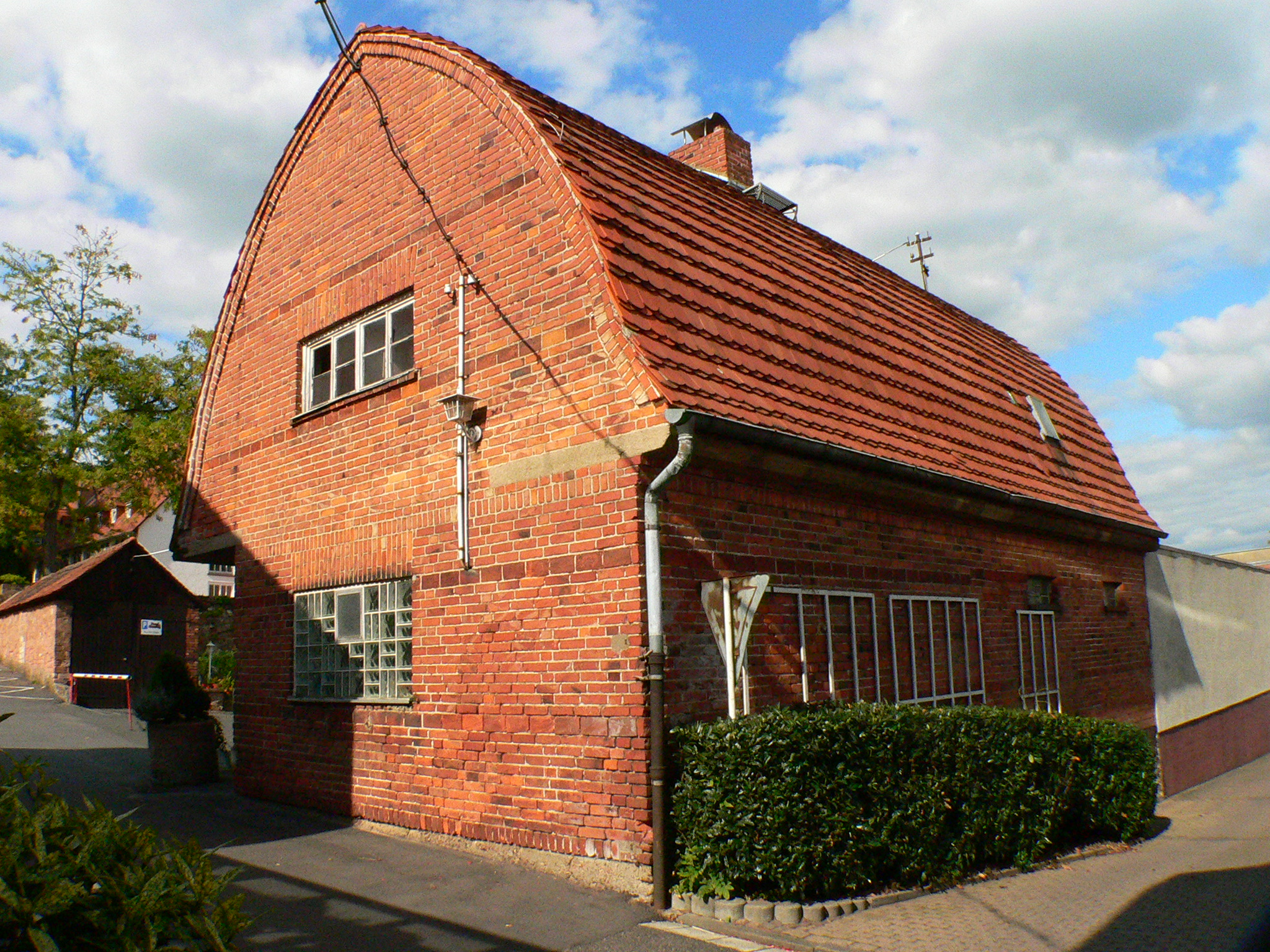
Werkstatt in Höchst im Odenwald
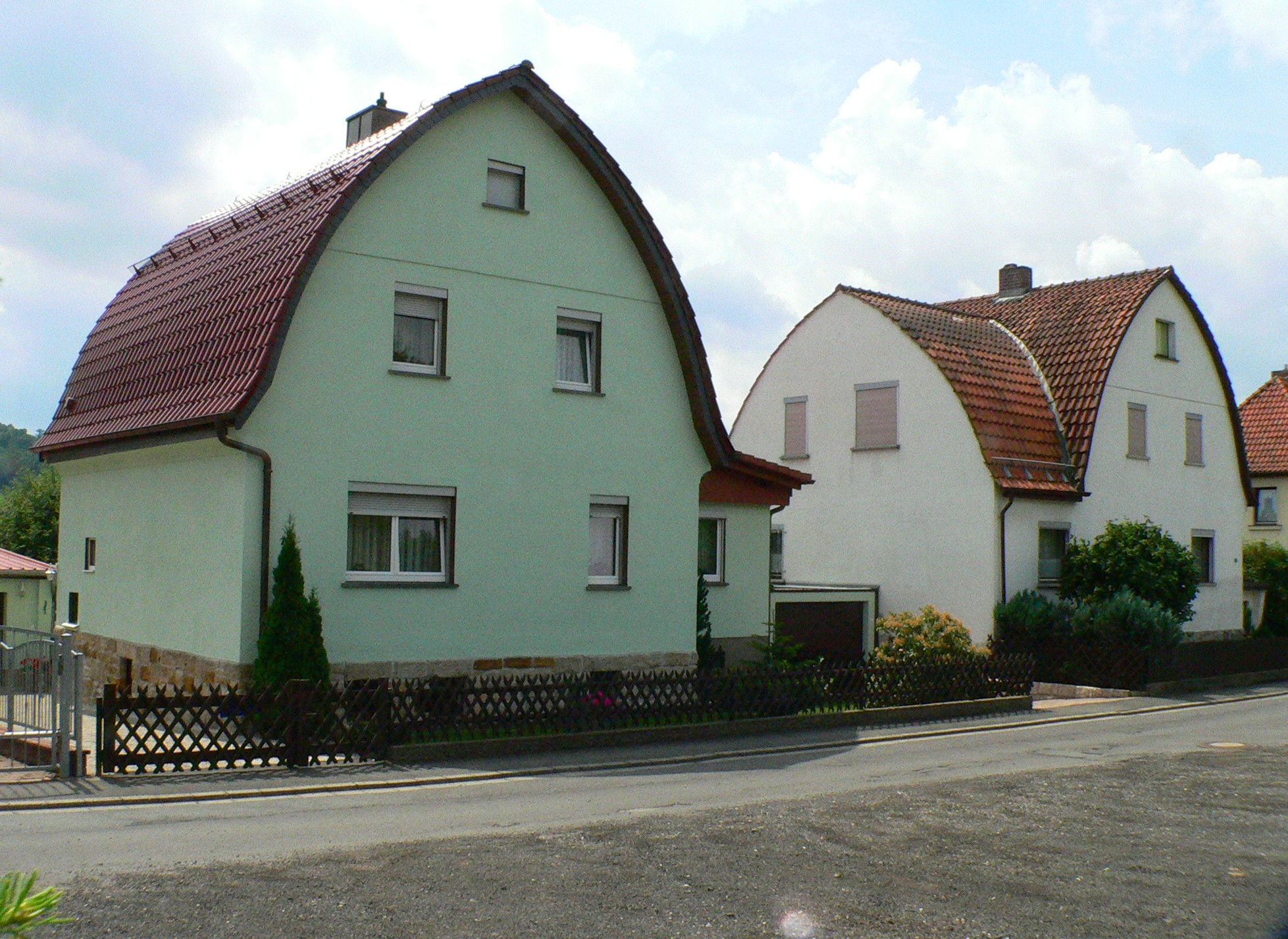
Zollingerdach-Häuser (um 1925) in Coburg
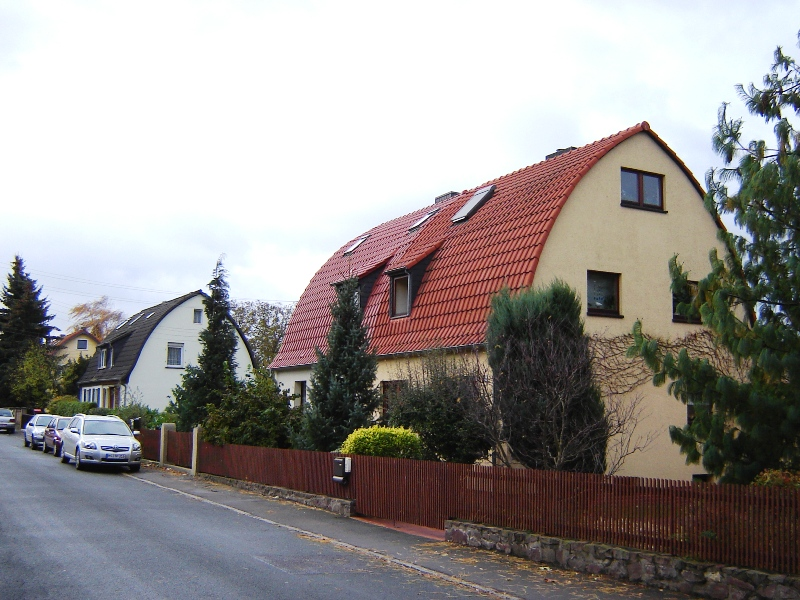
Wohnhäuser mit Zollingerdach in Magdeburg-Westerhüsen
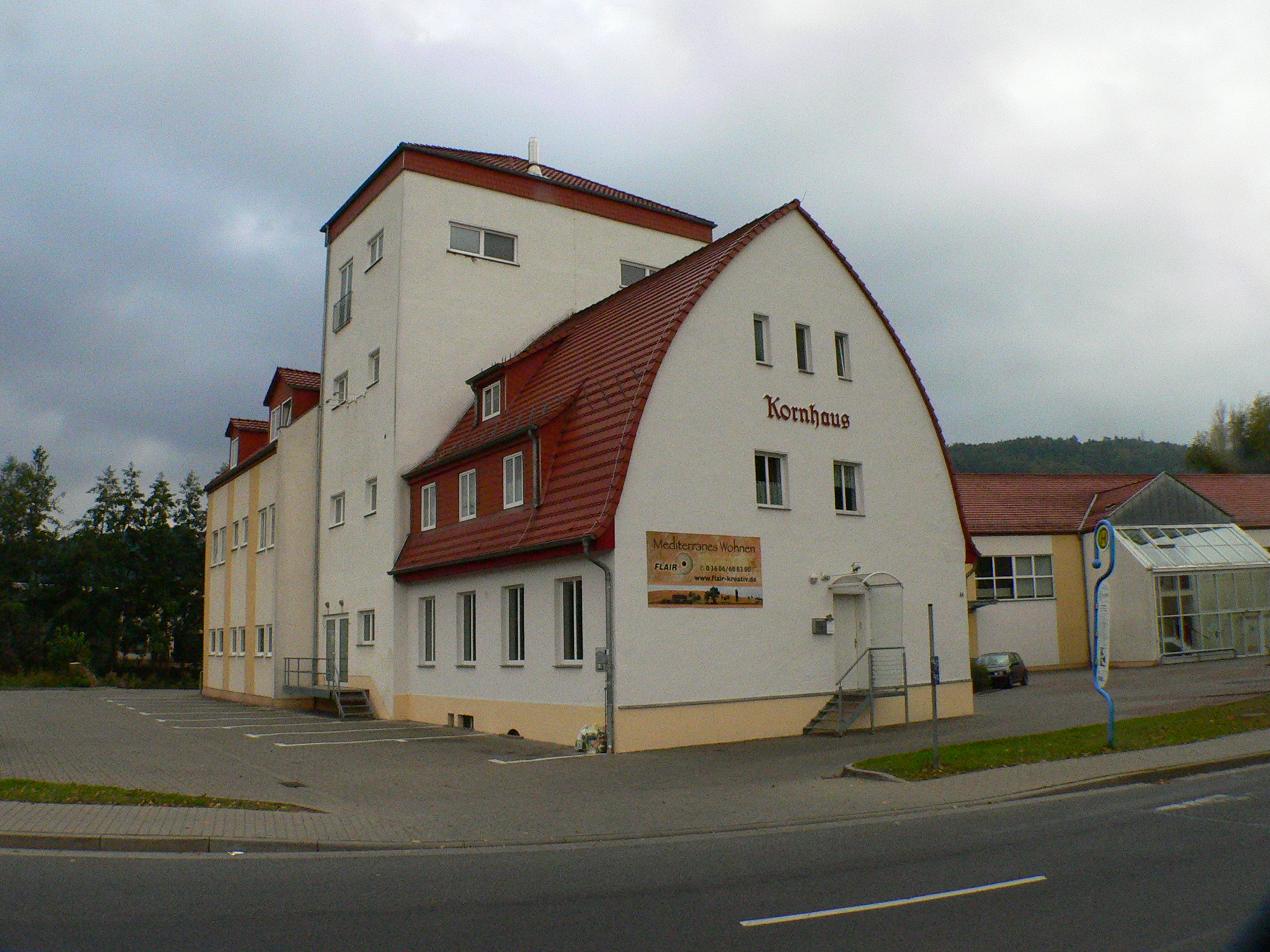
Lagerhaus in Heilbad Heiligenstadt
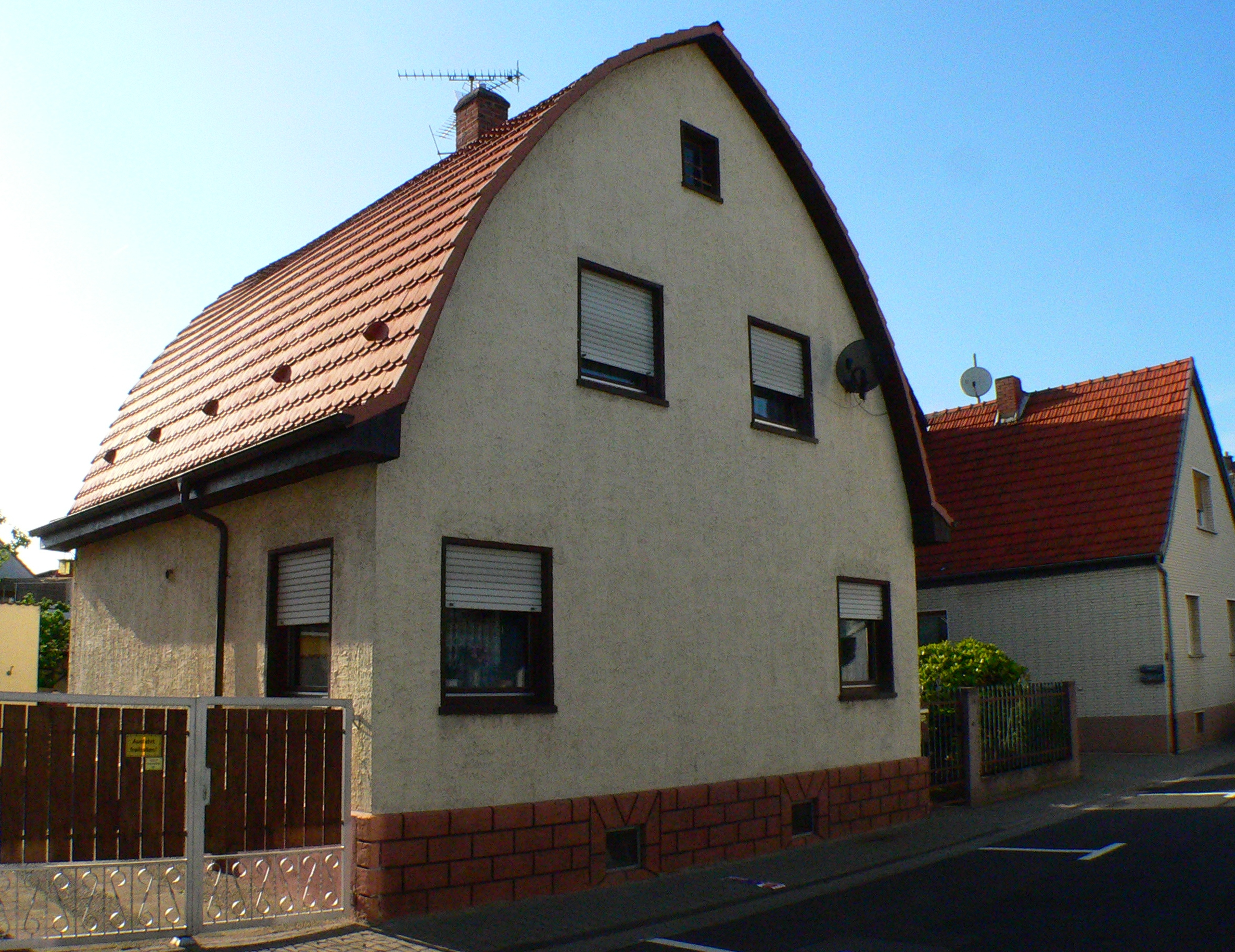
Wohnhaus in Rodgau 1926
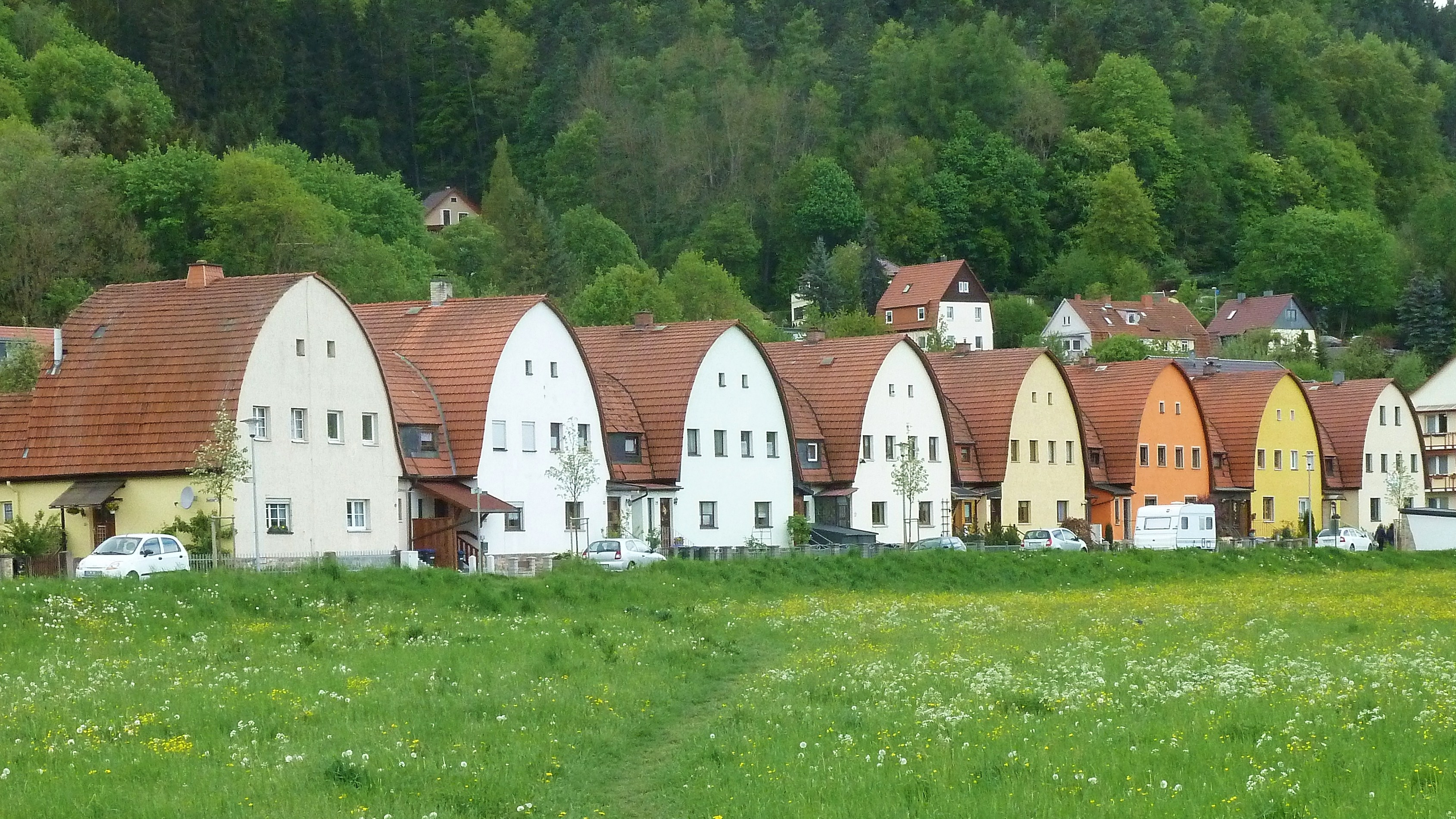
Reihenhaussiedlung in Meiningen mit einer Zollingerdach-Kombination
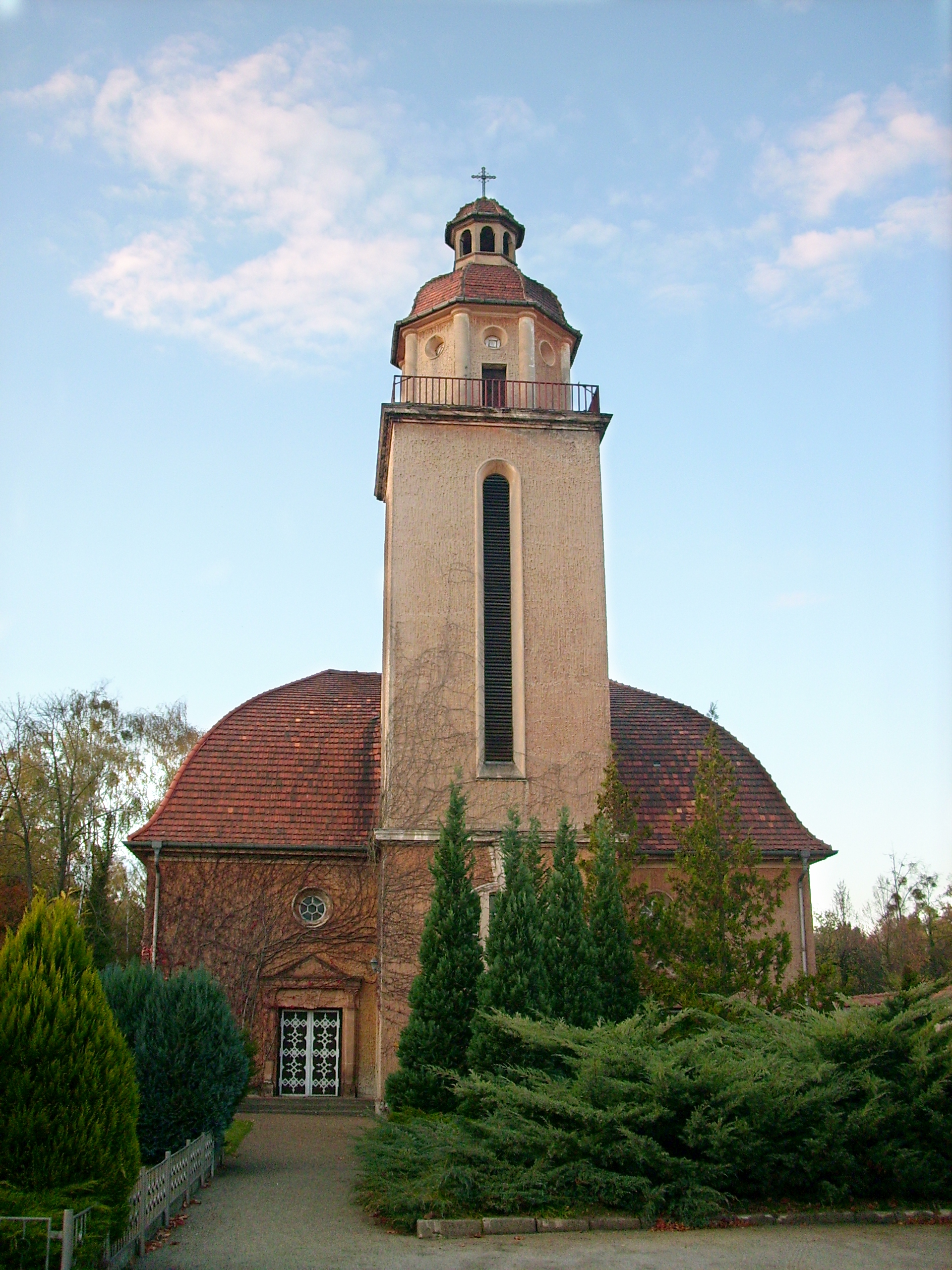
Evangelische Stadtkirche Lauta
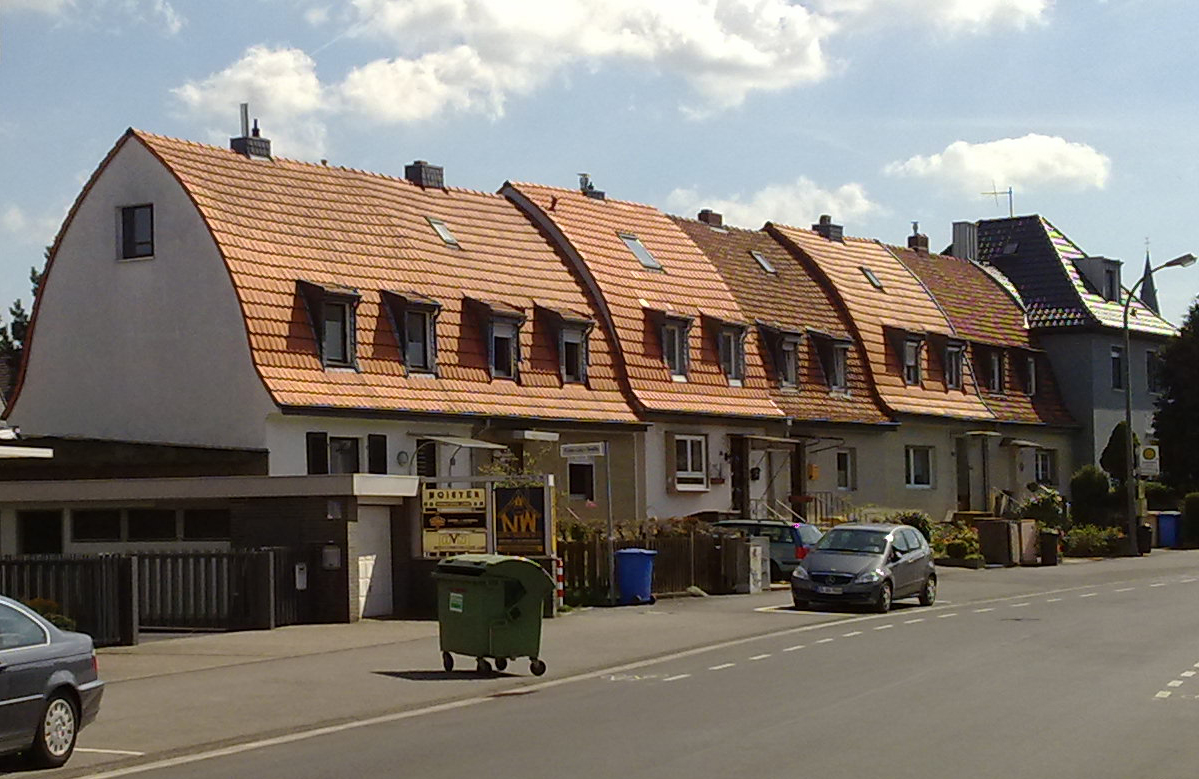
Wohnhäuser mit Zollingerdach in Bonn-Friesdorf
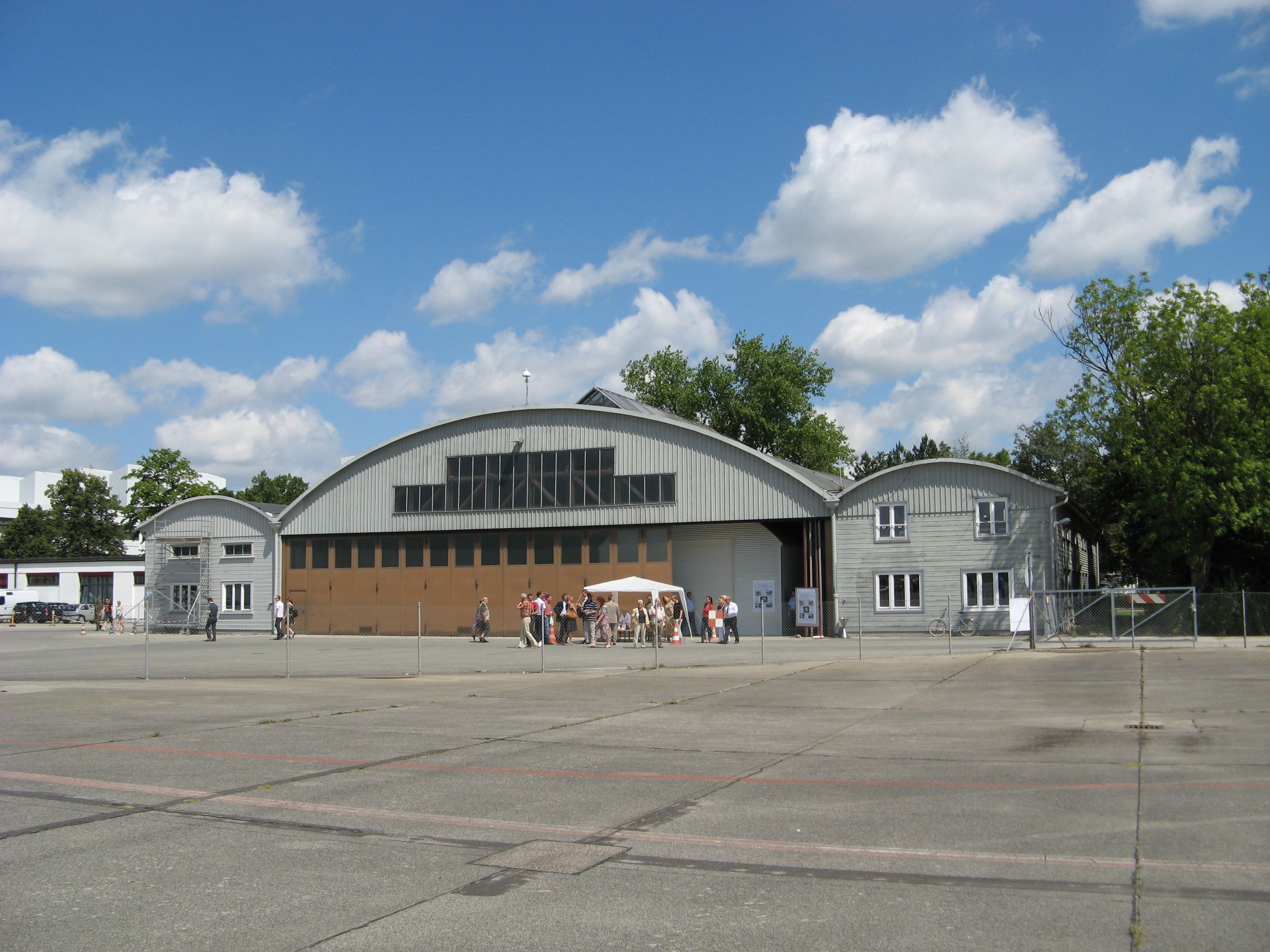
Hangar auf dem ehemaligen Flugplatz Neubiberg bei München
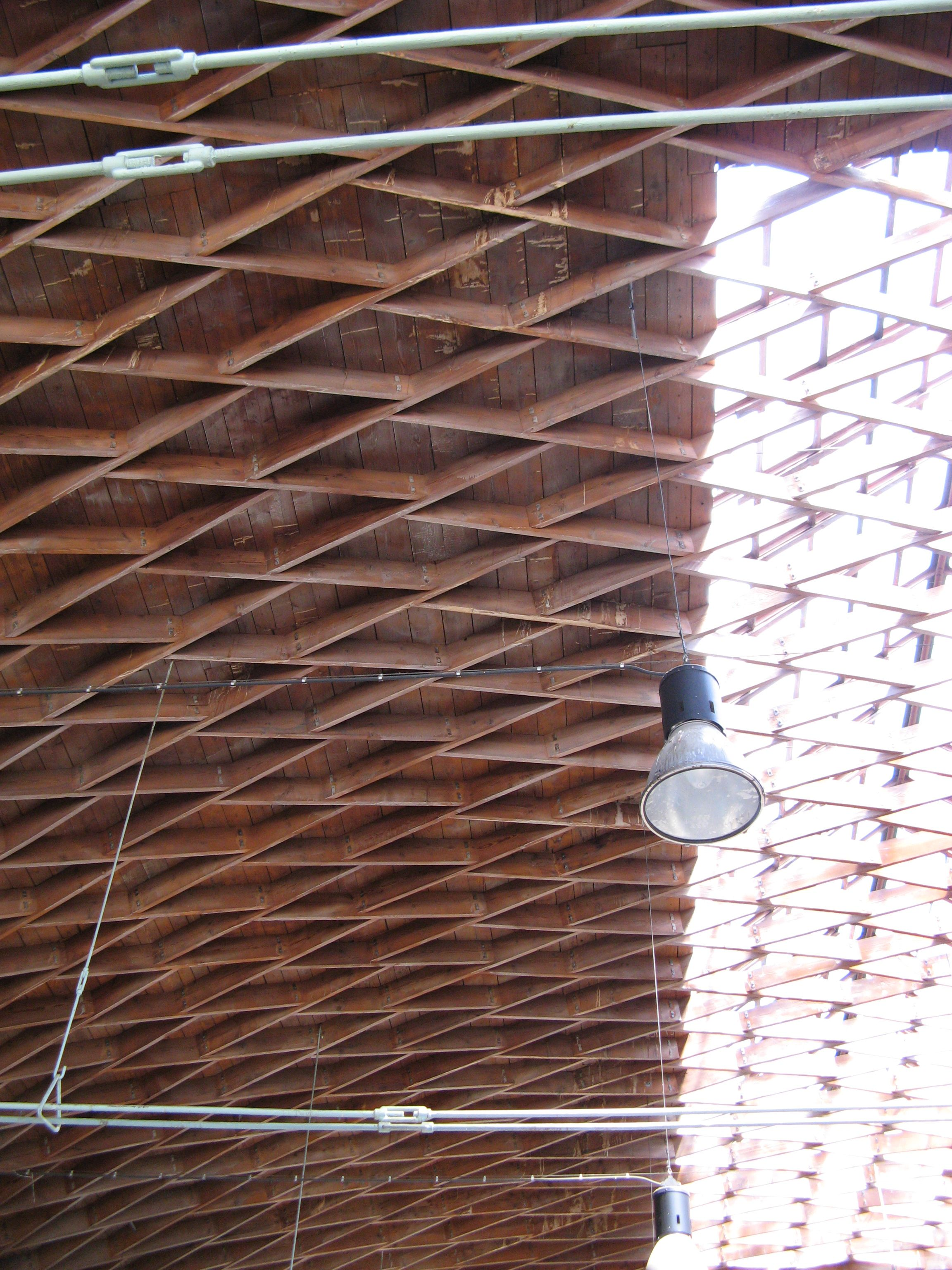
Flugzeughangar Neubiberg: Deckenkonstruktion
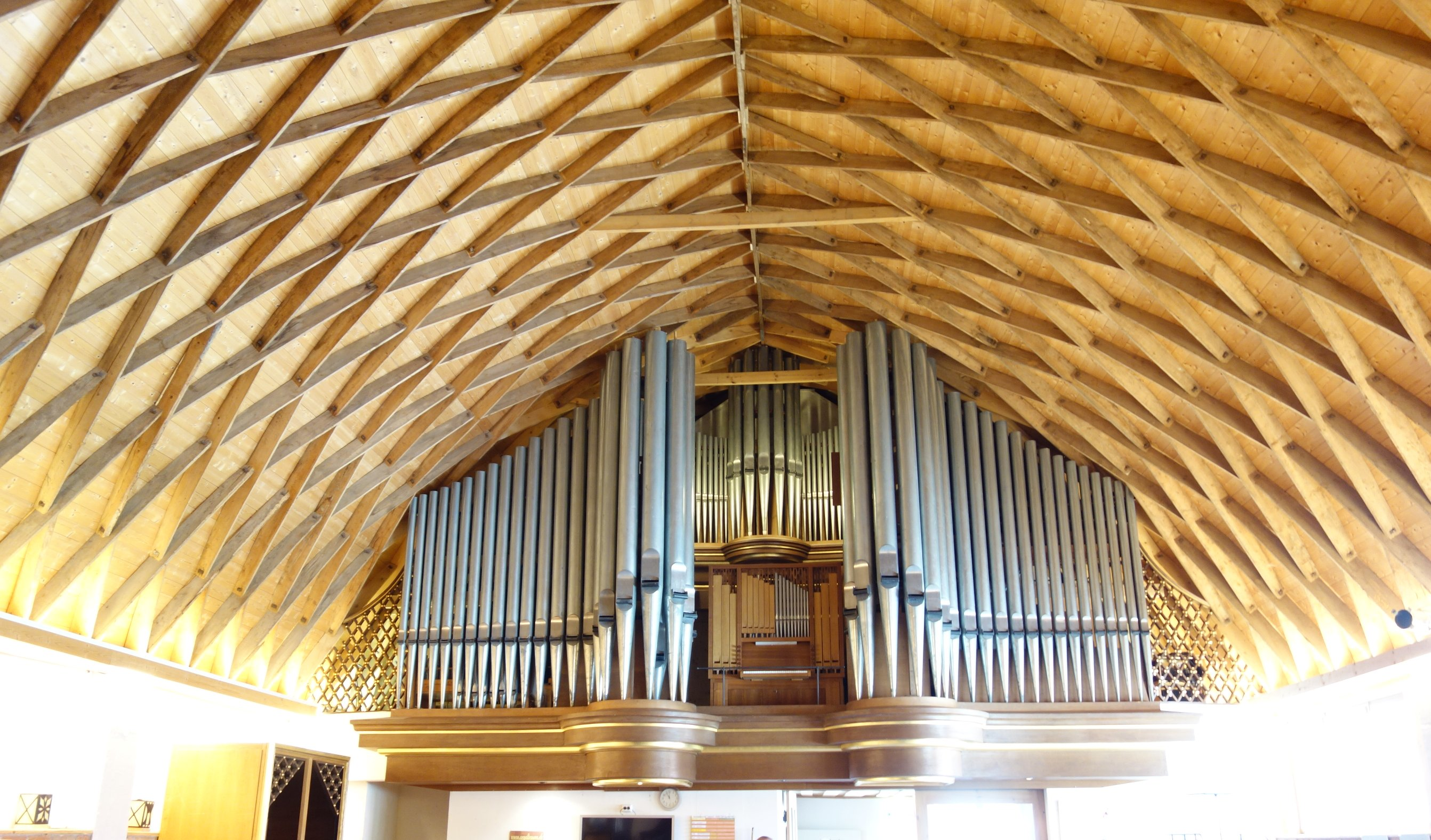
Dachkonstruktion der Zollingerhalle: Orgelzentrum Valley
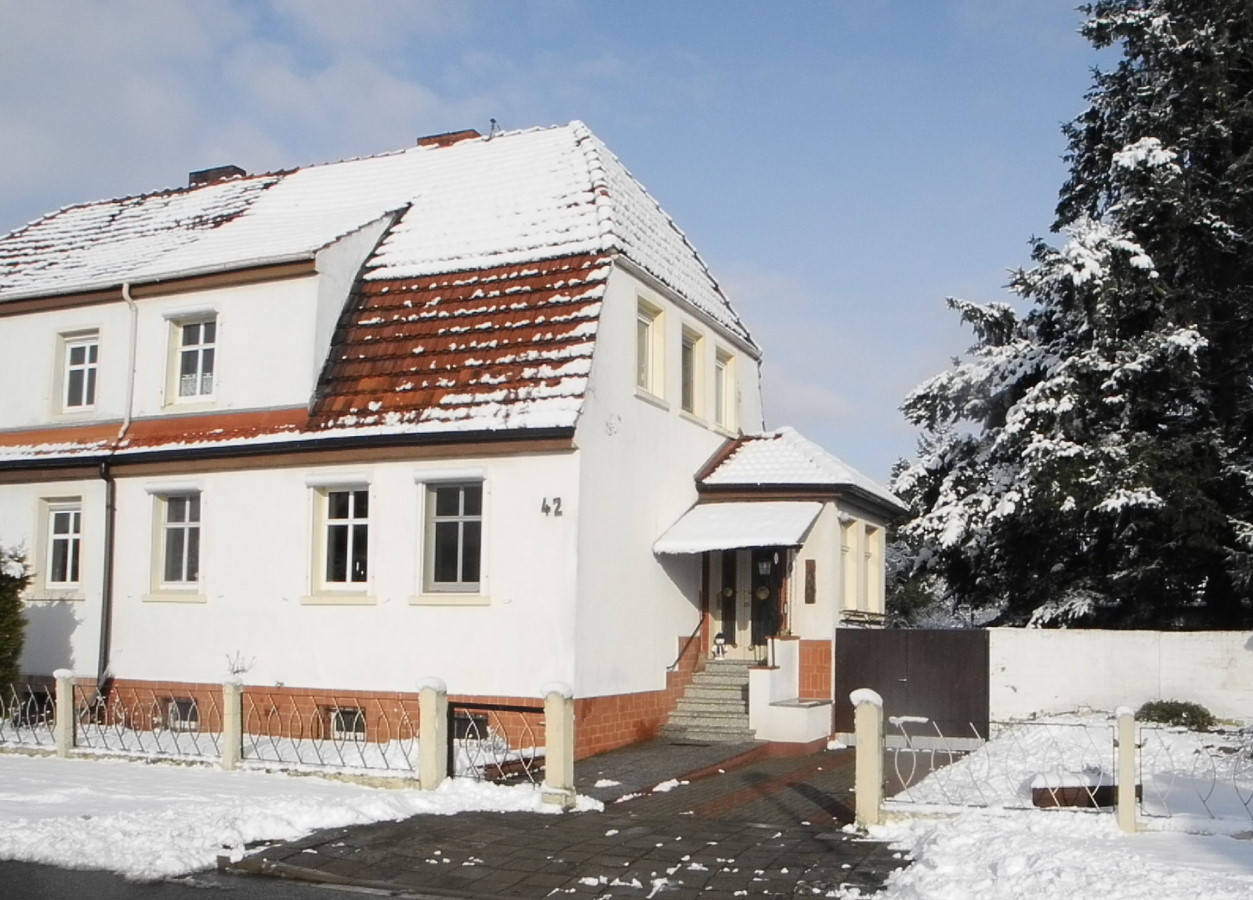
Wittenberge im Lindenweg
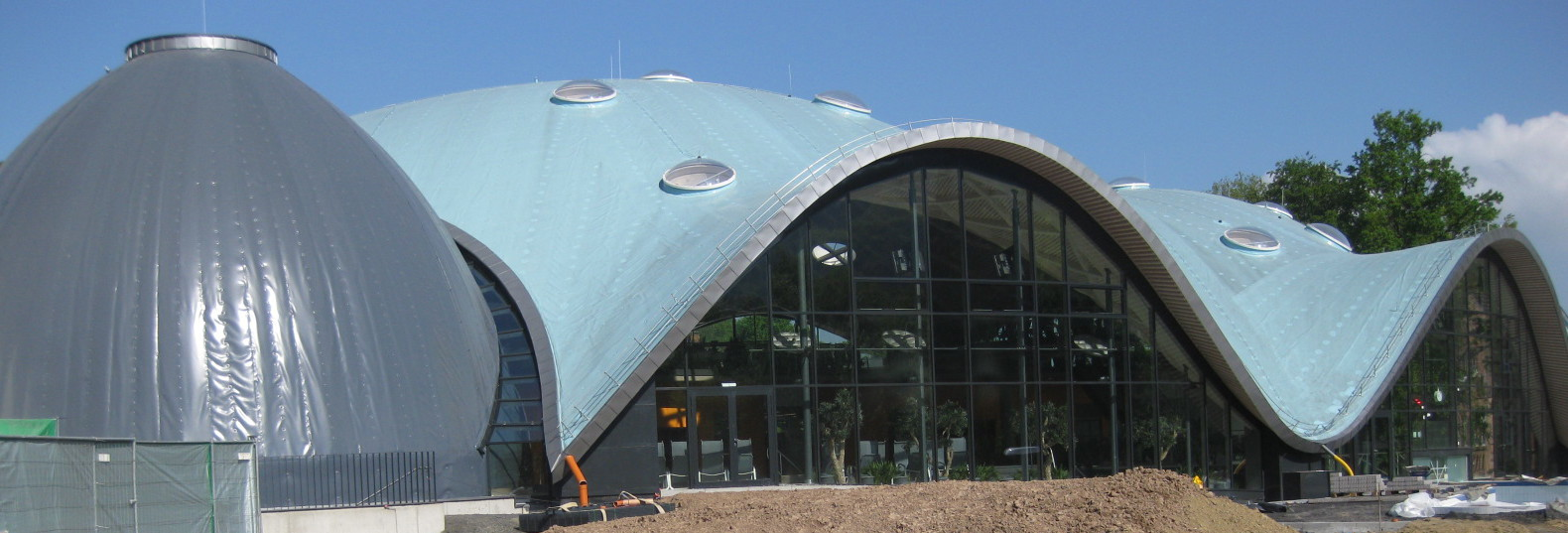
Die Dachkonstruktion der „Toskana Thermen“ in Bad Sulza und Bad Orb sind nach dem Zollinger- bzw. Peselnik-Prinzip erstellt.
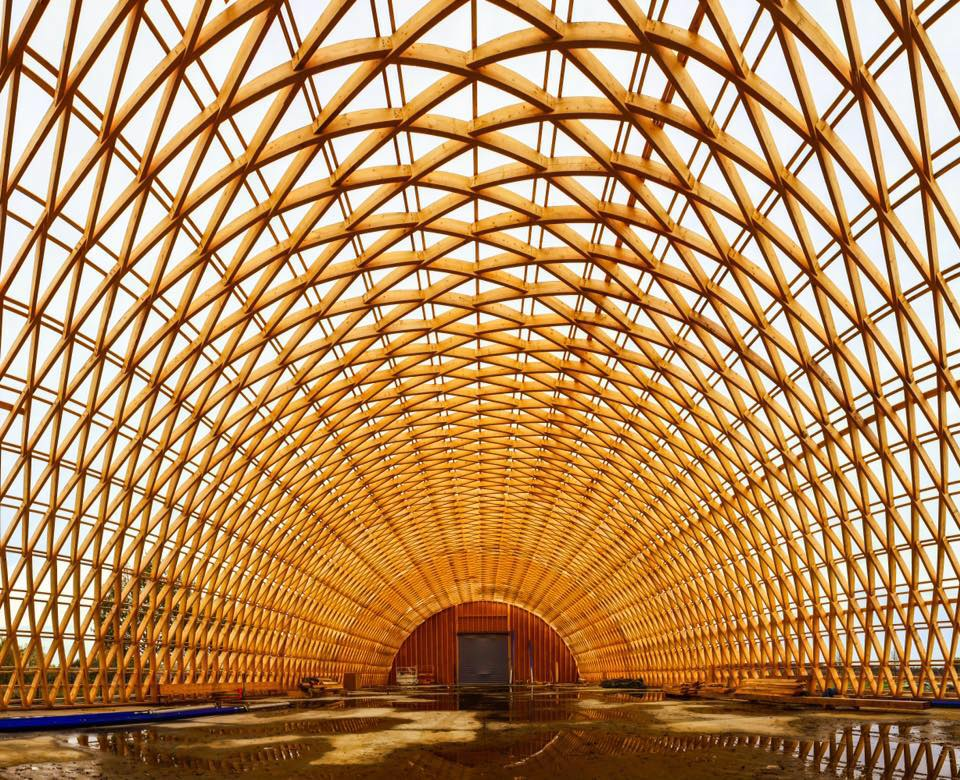
Werkstatt in Herzfelde bei Berlin
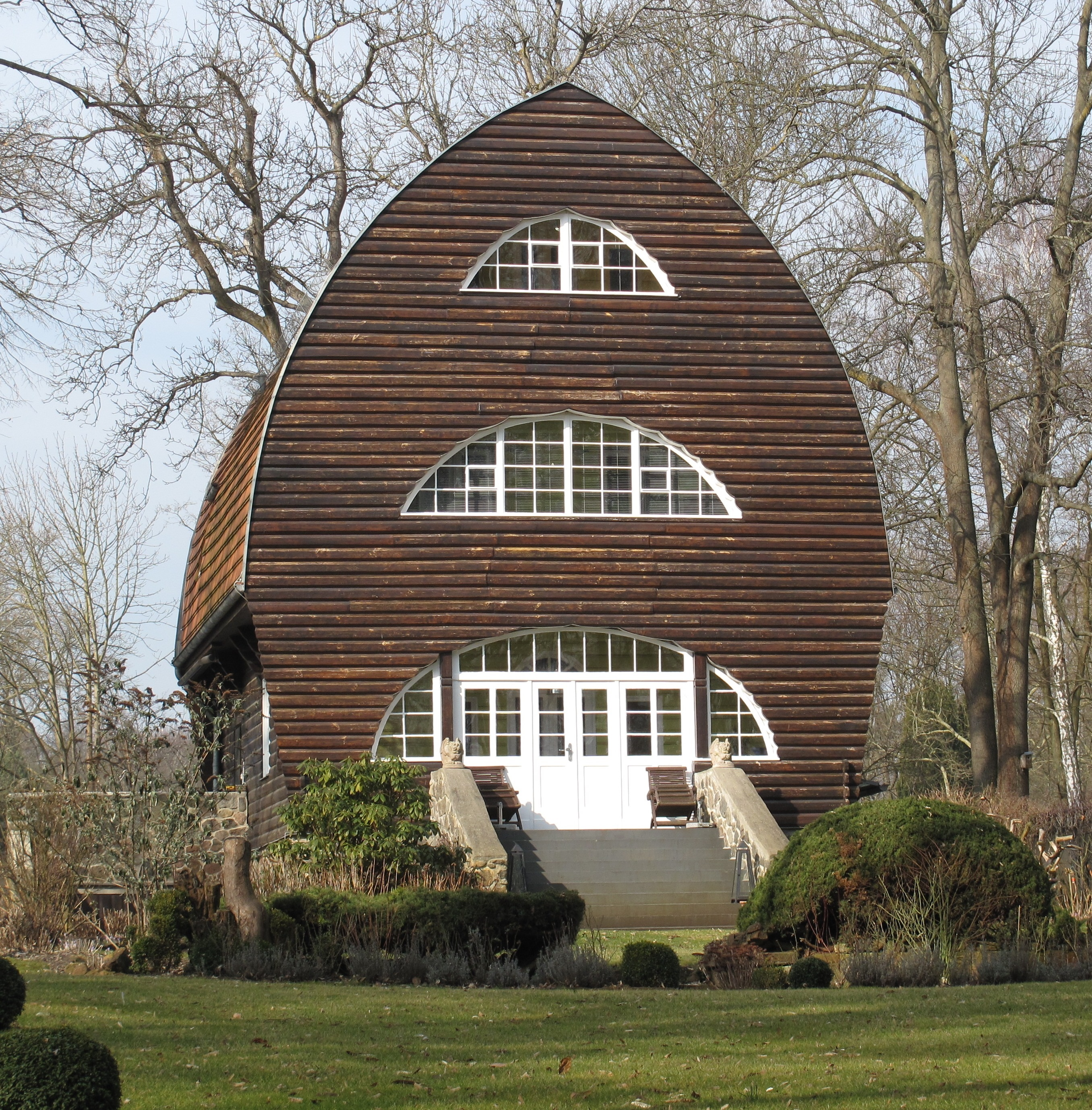
Villa PAROLO („Eierhaus“) in Bad Saarow

## Standorte
Gebäude mit Zollingerdach befinden sich heute beispielsweise in
- Ahorn bei Coburg – Am Littenacker 1
- Annaberg-Buchholz Damaschkestraße und Siedlerweg
- Arnsberg – Wedinghauser Straße 13 (Sommerhaus, 1925)
- Augsburg – Katholische Kirche St. Anton
- Bad Nauheim – „Alte Schreinerei“ Am Goldstein
- Bad Saarow, Uferstr. 12 (Villa Parolo, das sog.   Eierhaus)
- Barby - Ortsteil Breitenhagen (Großer Grätz)
- Bensheim – Blücherstraße
- Berlin-Charlottenburg – Turn- und Sporthalle am „Nassen Dreieck“ (1988)
- Berlin-Wannsee – Scheune des Fourage, einer ehemal. Futtermittelhandlung, jetzt Galerie[17]
- Bernburg (Saale), Schäferberg 22–32 sowie Kanzlerstraße 12–16
- Bonn-Friesdorf – Im Bachele
- Brandenburg an der Havel – Rotdornweg 1–20 (1923–25)
- Carmzow-Wallmow – Wohnhäuser Cremzow 3 und 4 (▼), Wohnhaus Wallmow 59 (1929) (▼)
- Chemnitz – OT Ebersdorf Huttenstraße und OT Wittgensdorf „An der Siedlung“
- Coburg – Eigenheimstraße 10 + 12 und 6, Lutherstraße 20,  Probstgrund 19, Am Güterbahnhof, Eupenstraße 48
- Dieskau – Benndorfer Straße 4, 13–18, 18a, Weinberg 1–20; Weinbergspitze 1–4 (Dieskau)
- Dresden-Laubegast – Salzburger Straße 41[18]
- Freiburg-Waldsee – Hansjakobstraße 99 (Römerhof) (1925 – Zollinger-Walmdach),[19] Fritz-Geiges-Straße 21 (1925)
- Fürstenfeldbruck – Marthabräuhalle (1925)
- Glentleiten Freilichtmuseum – Warngauer Sägewerk (1928)[20]
- Goldenstedt - St.-Franziskus-Haus, Brunkhorststraße 16a-d
- Großalmerode – Faulbachstraße 42–46
- Groß-Umstadt – Wilhelm-Liebknecht-Straße 1–11
- Grünberg (Hessen) – Wahnergasse
- Güstrow – Katholische Kirche, erbaut 1928–1929 nach Entwürfen von Paul Korff (▼)
- Halle (Saale) – Siedlung Am Grünen Feld (▼)
- Hamburg-Bahrenfeld – Hochfeld, Osteresch, Zum Hünengrab (14 Häuser) (▼)
- Hamburg-Barmbek-Nord – Autohalle / heutige Lagerhalle Bramfelder Straße 111[21][22] (▼)
- Hamburg-Blankenese – Papenkamp 31
- Hamburg-Ochsenwerder – Gauerter Hauptdeich 87
- Hamburg-Eißendorf – Hoppenstedtstraße
- Hamburg-Harburg – Jägerstraße zwischen Osterbaum und Höpenstraße
- Heilbad Heiligenstadt – Dingelstädter Straße 64 (▼)
- Heilbronn – Kirche St. Augustinus (1926 – Zollbau-Lamellen-Innendecke von Innen sichtbare Holzlamellenkonstruktion)
- Heilbronn-Frankenbach – Stauchenstraße 22 (1924) (Gasthaus zum Lamm)
- Heiligenstedten – Landwirtschaftliches Gebäude an der Dorfstraße (▼)
- Hiddenhausen-Sundern – Wiesenstraße 18
- Höchst im Odenwald – Kirchbergweg
- Ingelheim am Rhein – Untere Sohlstraße 21
- Idstein – Doppelhaus Ernst-Toepfer-Straße 3–5
- Idstein – Garage neben dem Gebäude Wiesbadener Straße 61[23]
- Kempten (Allgäu) – Anbau zur Tierzuchthalle
- Ketzin/Havel – Brunnenstraße 12/13 und Werdersche Straße 11–20
- Kiel – Siedlungsbauhäuser ab 1925 im Damaschkeweg, Eiderbrook und Speckenbeker Weg
- Klaipėda (Memel) Litauen – 15 Aukstoji gatve (Ecke Darzu gatve)
- Lauscha – Bahnhofstraße 68, Unterland 23 und 30
- Lauta – Evangelische Kirche der Arbeiterkolonie Lautawerk-Nord
- Leipzig – Elefantenhaus im Zoo Leipzig[24]
- Leverkusen-Schlebusch – Katholische Kirche St. Albertus Magnus (Waldsiedlung)[25]
- Ludwigsburg – Industriehalle Rheinlandstraße (1925–1928)[26]
- Magdeburg-Westerhüsen – Siedlung Arnold-Knoblauch-Straße (1923–1925) (▼), Siedlung Westerhüsen (1925–1926): Gothaer Straße (▼), Welsleber Straße (▼)
- Malsch, Ortsteil Waldprechtsweier (Landkreis Karlsruhe) – Kirche St. Michael
- Meiningen – Reihenhaussiedlung Reinwaldstraße[27]
- Merseburg – Albrecht-Dürer-Schule mit Turnhalle (1927/28),[28] Albrecht-Dürer-Straße 6
- Merseburg – Wohnhaus Friedrich Zollinger, Am Stadtpark 22
- Merseburg – Ehemaliges Arbeits- und Wohlfahrtsamt (1926/27), Christianenstraße 23[29]
- Merseburg – Einfamilienhaus, Gensaer Straße
- Merseburg – Anbau ehemaliges Rathaus (1929/30), Markt 1
- Merseburg – Siedlung „Blanckeplan“ (ab 1919), Siegfriedstraße
- Merseburg – Siedlung „Rittersplan“ (1919–23)
- Merseburg – Siedlung „Preußen“ (1919–23), Geusaer Straße
- Merseburg – Siedlung „Klause“ (ab 1922), König-Heinrich-Straße, Lindenaustraße, Moesteltraße
- Merseburg – Kreuzkapelle (1932)[30]
- München – Im Moosgrund, Wohnhaus[31]
- Münster – Halle Münsterland
- Munster – Hans-Krüger-Straße, Nähe Deutsches Panzermuseum
- Neubiberg bei München – Ehem. Flugzeughangar (Baudenkmäler in Unterbiberg)
- Neuruppin (Ostprignitz-Ruppin), Fährweg
- Nienburg (Saale), Ernst-Thälmann-Allee 25–34
- Nienburg (Saale), OT Altenburg, Auenweg
- Nienburg (Saale), OT Wedlitz, Wedlitzer Hauptstraße 54
- Nieuwolda (Niederlande) – Hoofdstraat, Wohnhaus
- Nimbschen – Klostergut Nimbschen[32]
- Ostfildern-Nellingen – Markthalle[33]
- Oberursel – Baudenkmal Gewerbehalle Hohemarkstraße 41[34]
- Oppenheim – Staatliche Weinbaudomäne Rheinland-Pfalz
- Oschersleben – Reithalle, Friedrichstraße (Denkmal, Objekt-Nr. 10755017)
- Radebeul – Bootshaus (An der Festwiese) (1923), Lößnitzgrundstraße und weitere Standorte
- Radebeul-Kötzschenbroda – Altkötzschenbroda 40 (Lutherhaus) (1928/29)
- Regensburg – ehemalige Großviehmarkthalle, jetzt Tagungs- und Veranstaltungszentrum[35][36] (▼)
- Regensburg-Keilberg – Kath. Pfarrkirche St. Michael
- Rellingen – Ehemals Geologisches Institut, Tangstedter Straße 57
- Rhinow – Doppelwohnhäuser auf der Südseite der Straße „Altstadt“
- Rimini – Messehallen (Via Emilia)[37] (2006)
- Rodgau – Wilhelmstraße 36 und 41
- Scharbeutz – Scheune Gut Garkau
- Schlitz (Hessen) – Im Grund 38–42 und 63
- Schloß Holte-Stukenbrock – Kirche St. Achatius (1930–1931)
- Straubing – Messehalle (1999)[38]
- Stuttgart – Kirche Christus König,[39] Straßenbahndepot Ostfildern (1926–1928),[40] Dettinger Fliegerhangar (1934)[41]
- Templin – Kuckucksheim, mehrere Wohnhäuser
- Valley – Orgelzentrum Valley[42]
- Wiesbaden – Am Mühlberg, Siedlung „Eigene Scholle“ (nach 1924)[43]
- Wietze – ehem. Bergarbeitersiedlung Neu-Wietze, sogenannte Zeppelinhäuser, errichtet 1926
- Wittenberge – Lindenweg, Ahornweg, Im Pannbusch, Siedlung „Vorwärts“ (1924–1929)
- Wittstock/Dosse – Rheinsberger Siedlung 1–20
- Wolfshagen (Groß Pankow) – Schulweg 5
- Wutike – Dorfstraße 8
- Wuppertal – Mollenkotten 265–267, Doppelhaus.
- Zella-Mehlis – Damaschkeweg, Otto-Barthelmes-Weg, Dr.-Theodor-Neubauer-Straße (1929–1930 wurden 17 Doppelhäuser als Reichsheimstätten errichtet – „Zeppelinsiedlung“) (▼)